# Fotósorozat
A Műszaki Könyvkiadó indította a sorozatot fotóamatőrök részére 1955-ben. Az utolsó kötet 1977-ben jelent meg. Olvasói között amatőr és profi fotósok egyaránt vannak. Mérete: 17 cm x 12 cm

## A sorozat kötetei
- 01. Németh József: Olcsó gép - jó felvétel! 1960 78 oldal
- 02. Dr. Polster Alfréd Dr. Lentz Nándor: Száz fotórecept 1957 141 oldal
- 03. Járai Rudolf Szegedi Emil: Fényképezés műfénynél 1956 93 oldal
- 04. Hevesy Iván: Nagyítás, képkivágás  1956 80 oldal
- 05. Sziklai Dezső: Exponáljunk helyesen! 1956 106 oldal
- 06. Kéri Dániel: Negatíveljárás 1956 80 oldal
- 07. Dr. Csörgeő Tibor A fényképezés gyakorlata  Műszaki, Budapest, 1956 112 oldal
- 08. Reismann Mariann: Gyerekfényképezés 1956 105 oldal
- 09. Kunfalvi Rezső: Téli fényképezés  1956 104 oldal
- 10. Bence Pál: Természetjárók felvételei 1957 96 oldal
- 11. Skita Győző Vadas Jolán Veres Tamás: Hol a hiba? 1957 99 oldal
- 12. Jónás Pál: Kisfilmes fényképezés 1957 89 oldal
- 13-14. Dr. Lentz Nándor: Fotovegyszer lexikon 1957 167 oldal
- 15. Dr. Gyulai Ferenc: A fényképezés ábécéje Műszaki, Budapest,  1958 88 oldal
- 16-17. Szőnyi Béla Foto-barkácskönyv 1958 210 oldal
- 18. Bojár Sándor: Sportfényképezés 1958 99 oldal
- 19. Szimán Oszkár Radó Aurél: Fényszűrők 1958 114 oldal
- 20. Szegedi Emil: Bevezetés a fotóesztétikába 1958 87 oldal
- 21. Bence Pál: Téma és technika 1959 128 oldal
- 22. Lukácsovics Ferenc: Hazai negatívanyagok 1959 112 oldal
- 23. Lukácsovics Ferenc Radó Aurél: Hazai fotopapírok 1959 110 oldal
- 24. Viski László: Diakészítés 1961 92 oldal
- 25. Viski László: Diavetítés 1961 96 oldal
- 26. Ramhab Gyula: A retus 1962 103 oldal
- 27. Őrszigety Frigyes: Fototippek - jó tanácsok  1965 96 oldal
- 28. Járai Rudolf: Korszerű nagyítástechnika 1972 139 oldal
- 29. Kleeberg Zoltán: Fotovegyszerek előállítása 1966 110 oldal
- 30. Kun Miklós: A színes fényképezés ábécéje 1973  151 oldal
- 31. Kun Miklós: Tanuló fotoamatőrök könyve 1973 152 oldal
- 32. Papp János: A keskenyfilm kidolgozása 1969 79 oldal
- 33. Dr. Holló Dénes: Amatőrfilmes kellék ábécé 1969 99 oldal
- 34. Morvay György: A filmkép-technika alapjai  Műszaki, Budapest,  1969  123 oldal
- 35. Szemerédy Zoltán: Negatívtechnika amatőröknek 1973 95 oldal
- 36. Dr. Szabó József: Balatoni fényképezés 1970 63 oldal
- 37. Chochol Károly: Rapidtechnika 1974 78 oldal ISBN 9631000176
- 38. H. Lőke Ilona: Fotósok kiskönyve 1974 86 oldal ISBN 9631000311
- 39. Dr. Holló Dénes: Diafelvétel - diavetítés  1975 126 oldal ISBN 9631005550
- 40. Sárközi Zoltán: Fényképezőgépek kezdő amatőröknek 1975 137 oldal ISBN 9631006689
- 41. Szimán Oszkár: A villanófény Műszaki, Budapest, 1977 116 oldal ISBN 9631014738